# Ligue de diamant 2011 - lancer du javelot masculin
Le concours du lancer du javelot masculin de la Ligue de diamant 2011 se déroule du 6 mai au 16 septembre 2011. La compétition fait successivement étape à Doha, Shanghai, Oslo, Lausanne, Birmingham et Stockholm, la finale ayant lieu lors du mémorial Van Damme à Bruxelles peu après les Championnats du monde de Daegu.

## Calendrier
| Date              | Meeting                         | Ville      | Pays        |
| ----------------- | ------------------------------- | ---------- | ----------- |
| 6 mai 2011        | Qatar Athletic Super Grand Prix | Doha       | Qatar       |
| 15 mai 2011       | Golden Grand Prix               | Shanghai   | Chine       |
| 9 juin 2011       | Bislett Games                   | Oslo       | Norvège     |
| 30 juin 2011      | Athletissima                    | Lausanne   | Suisse      |
| 10 juillet 2011   | Aviva Birmingham Grand Prix     | Birmingham | Royaume-Uni |
| 29 juillet 2011   | DN Galan                        | Stockholm  | Suède       |
| 16 septembre 2011 | Mémorial Van Damme              | Bruxelles  | Belgique    |

## Résultats
| Date | Meeting    | 1er                              | 1er   | 2e                               | 2e    | 3e                            | 3e    |
| --- | ---------- | -------------------------------- | ----- | -------------------------------- | ----- | ----------------------------- | ----- |
| 6 mai 2011 | Doha       | Petr Frydrych 85,32 m            | 4 pts | Robert Oosthuizen 84,38 m (SB)   | 2 pts | Tero Pitkämäki 83,91 m        | 1 pt  |
| 15 mai 2011 | Shanghai   | Tero Pitkämäki 85,33 m (WL)      | 4 pts | Andreas Thorkildsen 85,12 m (SB) | 2 pts | Robert Oosthuizen 83,73 m     | 1 pt  |
| 9 juin 2011 | Oslo       | Matthias de Zordo 83,94 m        | 4 pts | Robert Oosthuizen 82,07 m        | 2 pts | Petr Frydrych 81,09 m         | 1 pt  |
| 30 juin 2011 | Lausanne   | Andreas Thorkildsen 88,19 m (SB) | 4 pts | Sergey Makarov 87,12 m (SB)      | 2 pts | Matthias de Zordo 83,65 m     | 1 pt  |
| 10 juillet 2011 | Birmingham | Andreas Thorkildsen 88,30 m (WL) | 4 pts | Matthias de Zordo 83,42 m        | 2 pts | Jarrod Bannister 82,01 m (SB) | 1 pt  |
| 29 juillet 2011 | Stockholm  | Andreas Thorkildsen 88,43 m (WL) | 4 pts | Matthias de Zordo 84,37 m        | 2 pts | Stuart Farquhar 84,21 m (SB)  | 1 pt  |
| 16 septembre 2011 | Bruxelles  | Matthias de Zordo 88,36 m (PB)   | 8 pts | Vadims Vasiļevskis 85,06 m       | 4 pts | Fatih Avan 84,79 m (NR)       | 2 pts |
| Records et Performances - AR : Record continental (area record) - CR : Record des championnats (championship record) - MR : Record du meeting (meet record) - NR : Record national (national record) - OR : Record olympique (olympic record) - PR : Record paralympique (paralympic record) - PB : Record personnel (personal best) - SB : Meilleure performance personnelle de la saison (season's best) - WL : Meilleure performance mondiale de l'année (world leader) - WJR : Record du monde junior (world junior record) - WR : Record du monde (world record) Circonstances et Conditions - DNF : N'a pas terminé (did not finish) - DNS : N'a pas pris le départ (did not start) - DQ : Disqualification (disqualification) - NM : Aucun essai valable enregistré (No Mark) - Q : Qualifié « directement » au prochain tour (ou à la prochaine compétition), lors d'une compétition majeure, grâce au classement ou à la réalisation des minima (automatic qualifier) - q : Qualifié au prochain tour (ou à la prochaine compétition), lors d'une compétition majeure, grâce au repêchage ou à la réalisation de l'une des meilleures performances parmi celles des « non qualifiés directement » (grâce au meilleur temps ou à la meilleure distance par exemple) (secondary qualifier) |            |                                  |       |                                  |       |                               |       |

## Classement général
- Classement final[1] :

| Rang | Athlète             | Points |
| ---- | ------------------- | ------ |
| 1    | Matthias de Zordo   | 17     |
| 2    | Andreas Thorkildsen | 14     |
| 3    | Vadims Vasiļevskis  | 4      |
| 4    | Fatih Avan          | 2      |